# Ophiomyia recticulipennis
Ophiomyia recticulipennis är en tvåvingeart som beskrevs av Singh och Ipe 1973. Ophiomyia recticulipennis ingår i släktet Ophiomyia och familjen minerarflugor. Inga underarter finns listade i Catalogue of Life.